# Börje Abelsted
Karl Börje Abelsted, född 14 juni 1913 i Gustav Vasa församling i Stockholm, död 28 september 1984 i Kungsholms församling i Stockholm, var en svensk ishockeyspelare. 
Abelsted spelade för Karlbergs BK mellan 1930 och 1947. Han spelade tio matcher för svenska landslaget, bland annat i världsmästerskapen 1935 i Schweiz.
Han var från 1946 gift med Mary Ellen Elisabet Lundström (1924–2012). De är begravda på Norra begravningsplatsen utanför Stockholm.

## Fotnoter
1. 1 2 3  Svenskagravar.se, läs online, läst: 19 november 2017.[källa från Wikidata]
2. ↑  Elite Prospects, Eliteprospects.com spelar-ID: 358684, läst: 27 maj 2022.[källa från Wikidata]
3. 1 2   Sveriges dödbok 1901–2009 (DVD-rom) (Version 5.0). Solna: Sveriges släktforskarförbund. 2010. Libris 11931231. ISBN 978-91-87676-59-8
4. ↑  Sveriges befolkning 1970, CD-ROM, Version 1.04, Sveriges Släktforskarförbund (2002).
5. ↑  SvenskaGravar